# Il'ja Stepanovič Šumov
Il'ja Stepanovič Šumov (in russo Илья Степанович Шумов?; Arcangelo, 16 giugno 1819 – Sebastopoli, luglio 1881) è stato uno scacchista russo.

## Biografia
Di famiglia nobile, studiò nel collegio della marina di San Pietroburgo, dopodiché navigò a lungo nel Baltico. Nel 1847 ottenne un impiego nel Ministero della marina, dove fece carriera e nel 1880 fu collocato a riposo con il titolo di Consigliere di Stato.
Com'era uso all'epoca, giocò diversi match con alcuni forti giocatori:
- Nel 1853 vinse contro Carl Jaenisch (+5 =4 –3)
- Nel 1854 e 1859 perse due match contro Sergej Urusov, (+9 =0 –12) e (+2 =1 –6)
- Nel 1862 perse con Petrov (+2 =0 –4) e con Ignatz von Kolisch (+2 =0 –6)
- Nel 1873 perse con Simon Winawer (+2 =0 –5)

Divenne famoso nel XIX secolo per aver pubblicato un libro contenente problemi con posizioni riproducenti figure allegoriche: "Recueil de problèmes scaccographiques et autres positions curieuses" (San Pietroburgo, 1867).

## Un problema di Ilya Shumov
|   | a | b | c | d | e | f | g | h |   |
| 8 | f7 re del bianco · e6 pedone del nero · f6 pedone del bianco · g6 pedone del nero · d5 alfiere del bianco · e5 pedone del bianco · f5 pedone del nero · g5 pedone del nero · h5 pedone del nero · c4 pedone del nero · d4 pedone del bianco · e4 torre del bianco · f4 cavallo del bianco · g4 torre del bianco · h4 alfiere del bianco · b3 pedone del nero · c3 pedone del nero · d3 pedone del bianco · f3 re del nero · h3 pedone del bianco · a2 pedone del bianco · b2 pedone del bianco · c2 torre del nero · d2 torre del nero · e2 alfiere del nero · f2 alfiere del nero · g2 cavallo del nero · h2 pedone del bianco | f7 re del bianco · e6 pedone del nero · f6 pedone del bianco · g6 pedone del nero · d5 alfiere del bianco · e5 pedone del bianco · f5 pedone del nero · g5 pedone del nero · h5 pedone del nero · c4 pedone del nero · d4 pedone del bianco · e4 torre del bianco · f4 cavallo del bianco · g4 torre del bianco · h4 alfiere del bianco · b3 pedone del nero · c3 pedone del nero · d3 pedone del bianco · f3 re del nero · h3 pedone del bianco · a2 pedone del bianco · b2 pedone del bianco · c2 torre del nero · d2 torre del nero · e2 alfiere del nero · f2 alfiere del nero · g2 cavallo del nero · h2 pedone del bianco | f7 re del bianco · e6 pedone del nero · f6 pedone del bianco · g6 pedone del nero · d5 alfiere del bianco · e5 pedone del bianco · f5 pedone del nero · g5 pedone del nero · h5 pedone del nero · c4 pedone del nero · d4 pedone del bianco · e4 torre del bianco · f4 cavallo del bianco · g4 torre del bianco · h4 alfiere del bianco · b3 pedone del nero · c3 pedone del nero · d3 pedone del bianco · f3 re del nero · h3 pedone del bianco · a2 pedone del bianco · b2 pedone del bianco · c2 torre del nero · d2 torre del nero · e2 alfiere del nero · f2 alfiere del nero · g2 cavallo del nero · h2 pedone del bianco | f7 re del bianco · e6 pedone del nero · f6 pedone del bianco · g6 pedone del nero · d5 alfiere del bianco · e5 pedone del bianco · f5 pedone del nero · g5 pedone del nero · h5 pedone del nero · c4 pedone del nero · d4 pedone del bianco · e4 torre del bianco · f4 cavallo del bianco · g4 torre del bianco · h4 alfiere del bianco · b3 pedone del nero · c3 pedone del nero · d3 pedone del bianco · f3 re del nero · h3 pedone del bianco · a2 pedone del bianco · b2 pedone del bianco · c2 torre del nero · d2 torre del nero · e2 alfiere del nero · f2 alfiere del nero · g2 cavallo del nero · h2 pedone del bianco | f7 re del bianco · e6 pedone del nero · f6 pedone del bianco · g6 pedone del nero · d5 alfiere del bianco · e5 pedone del bianco · f5 pedone del nero · g5 pedone del nero · h5 pedone del nero · c4 pedone del nero · d4 pedone del bianco · e4 torre del bianco · f4 cavallo del bianco · g4 torre del bianco · h4 alfiere del bianco · b3 pedone del nero · c3 pedone del nero · d3 pedone del bianco · f3 re del nero · h3 pedone del bianco · a2 pedone del bianco · b2 pedone del bianco · c2 torre del nero · d2 torre del nero · e2 alfiere del nero · f2 alfiere del nero · g2 cavallo del nero · h2 pedone del bianco | f7 re del bianco · e6 pedone del nero · f6 pedone del bianco · g6 pedone del nero · d5 alfiere del bianco · e5 pedone del bianco · f5 pedone del nero · g5 pedone del nero · h5 pedone del nero · c4 pedone del nero · d4 pedone del bianco · e4 torre del bianco · f4 cavallo del bianco · g4 torre del bianco · h4 alfiere del bianco · b3 pedone del nero · c3 pedone del nero · d3 pedone del bianco · f3 re del nero · h3 pedone del bianco · a2 pedone del bianco · b2 pedone del bianco · c2 torre del nero · d2 torre del nero · e2 alfiere del nero · f2 alfiere del nero · g2 cavallo del nero · h2 pedone del bianco | f7 re del bianco · e6 pedone del nero · f6 pedone del bianco · g6 pedone del nero · d5 alfiere del bianco · e5 pedone del bianco · f5 pedone del nero · g5 pedone del nero · h5 pedone del nero · c4 pedone del nero · d4 pedone del bianco · e4 torre del bianco · f4 cavallo del bianco · g4 torre del bianco · h4 alfiere del bianco · b3 pedone del nero · c3 pedone del nero · d3 pedone del bianco · f3 re del nero · h3 pedone del bianco · a2 pedone del bianco · b2 pedone del bianco · c2 torre del nero · d2 torre del nero · e2 alfiere del nero · f2 alfiere del nero · g2 cavallo del nero · h2 pedone del bianco | f7 re del bianco · e6 pedone del nero · f6 pedone del bianco · g6 pedone del nero · d5 alfiere del bianco · e5 pedone del bianco · f5 pedone del nero · g5 pedone del nero · h5 pedone del nero · c4 pedone del nero · d4 pedone del bianco · e4 torre del bianco · f4 cavallo del bianco · g4 torre del bianco · h4 alfiere del bianco · b3 pedone del nero · c3 pedone del nero · d3 pedone del bianco · f3 re del nero · h3 pedone del bianco · a2 pedone del bianco · b2 pedone del bianco · c2 torre del nero · d2 torre del nero · e2 alfiere del nero · f2 alfiere del nero · g2 cavallo del nero · h2 pedone del bianco | 8 |
| 7 | f7 re del bianco · e6 pedone del nero · f6 pedone del bianco · g6 pedone del nero · d5 alfiere del bianco · e5 pedone del bianco · f5 pedone del nero · g5 pedone del nero · h5 pedone del nero · c4 pedone del nero · d4 pedone del bianco · e4 torre del bianco · f4 cavallo del bianco · g4 torre del bianco · h4 alfiere del bianco · b3 pedone del nero · c3 pedone del nero · d3 pedone del bianco · f3 re del nero · h3 pedone del bianco · a2 pedone del bianco · b2 pedone del bianco · c2 torre del nero · d2 torre del nero · e2 alfiere del nero · f2 alfiere del nero · g2 cavallo del nero · h2 pedone del bianco | f7 re del bianco · e6 pedone del nero · f6 pedone del bianco · g6 pedone del nero · d5 alfiere del bianco · e5 pedone del bianco · f5 pedone del nero · g5 pedone del nero · h5 pedone del nero · c4 pedone del nero · d4 pedone del bianco · e4 torre del bianco · f4 cavallo del bianco · g4 torre del bianco · h4 alfiere del bianco · b3 pedone del nero · c3 pedone del nero · d3 pedone del bianco · f3 re del nero · h3 pedone del bianco · a2 pedone del bianco · b2 pedone del bianco · c2 torre del nero · d2 torre del nero · e2 alfiere del nero · f2 alfiere del nero · g2 cavallo del nero · h2 pedone del bianco | f7 re del bianco · e6 pedone del nero · f6 pedone del bianco · g6 pedone del nero · d5 alfiere del bianco · e5 pedone del bianco · f5 pedone del nero · g5 pedone del nero · h5 pedone del nero · c4 pedone del nero · d4 pedone del bianco · e4 torre del bianco · f4 cavallo del bianco · g4 torre del bianco · h4 alfiere del bianco · b3 pedone del nero · c3 pedone del nero · d3 pedone del bianco · f3 re del nero · h3 pedone del bianco · a2 pedone del bianco · b2 pedone del bianco · c2 torre del nero · d2 torre del nero · e2 alfiere del nero · f2 alfiere del nero · g2 cavallo del nero · h2 pedone del bianco | f7 re del bianco · e6 pedone del nero · f6 pedone del bianco · g6 pedone del nero · d5 alfiere del bianco · e5 pedone del bianco · f5 pedone del nero · g5 pedone del nero · h5 pedone del nero · c4 pedone del nero · d4 pedone del bianco · e4 torre del bianco · f4 cavallo del bianco · g4 torre del bianco · h4 alfiere del bianco · b3 pedone del nero · c3 pedone del nero · d3 pedone del bianco · f3 re del nero · h3 pedone del bianco · a2 pedone del bianco · b2 pedone del bianco · c2 torre del nero · d2 torre del nero · e2 alfiere del nero · f2 alfiere del nero · g2 cavallo del nero · h2 pedone del bianco | f7 re del bianco · e6 pedone del nero · f6 pedone del bianco · g6 pedone del nero · d5 alfiere del bianco · e5 pedone del bianco · f5 pedone del nero · g5 pedone del nero · h5 pedone del nero · c4 pedone del nero · d4 pedone del bianco · e4 torre del bianco · f4 cavallo del bianco · g4 torre del bianco · h4 alfiere del bianco · b3 pedone del nero · c3 pedone del nero · d3 pedone del bianco · f3 re del nero · h3 pedone del bianco · a2 pedone del bianco · b2 pedone del bianco · c2 torre del nero · d2 torre del nero · e2 alfiere del nero · f2 alfiere del nero · g2 cavallo del nero · h2 pedone del bianco | f7 re del bianco · e6 pedone del nero · f6 pedone del bianco · g6 pedone del nero · d5 alfiere del bianco · e5 pedone del bianco · f5 pedone del nero · g5 pedone del nero · h5 pedone del nero · c4 pedone del nero · d4 pedone del bianco · e4 torre del bianco · f4 cavallo del bianco · g4 torre del bianco · h4 alfiere del bianco · b3 pedone del nero · c3 pedone del nero · d3 pedone del bianco · f3 re del nero · h3 pedone del bianco · a2 pedone del bianco · b2 pedone del bianco · c2 torre del nero · d2 torre del nero · e2 alfiere del nero · f2 alfiere del nero · g2 cavallo del nero · h2 pedone del bianco | f7 re del bianco · e6 pedone del nero · f6 pedone del bianco · g6 pedone del nero · d5 alfiere del bianco · e5 pedone del bianco · f5 pedone del nero · g5 pedone del nero · h5 pedone del nero · c4 pedone del nero · d4 pedone del bianco · e4 torre del bianco · f4 cavallo del bianco · g4 torre del bianco · h4 alfiere del bianco · b3 pedone del nero · c3 pedone del nero · d3 pedone del bianco · f3 re del nero · h3 pedone del bianco · a2 pedone del bianco · b2 pedone del bianco · c2 torre del nero · d2 torre del nero · e2 alfiere del nero · f2 alfiere del nero · g2 cavallo del nero · h2 pedone del bianco | f7 re del bianco · e6 pedone del nero · f6 pedone del bianco · g6 pedone del nero · d5 alfiere del bianco · e5 pedone del bianco · f5 pedone del nero · g5 pedone del nero · h5 pedone del nero · c4 pedone del nero · d4 pedone del bianco · e4 torre del bianco · f4 cavallo del bianco · g4 torre del bianco · h4 alfiere del bianco · b3 pedone del nero · c3 pedone del nero · d3 pedone del bianco · f3 re del nero · h3 pedone del bianco · a2 pedone del bianco · b2 pedone del bianco · c2 torre del nero · d2 torre del nero · e2 alfiere del nero · f2 alfiere del nero · g2 cavallo del nero · h2 pedone del bianco | 7 |
| 6 | f7 re del bianco · e6 pedone del nero · f6 pedone del bianco · g6 pedone del nero · d5 alfiere del bianco · e5 pedone del bianco · f5 pedone del nero · g5 pedone del nero · h5 pedone del nero · c4 pedone del nero · d4 pedone del bianco · e4 torre del bianco · f4 cavallo del bianco · g4 torre del bianco · h4 alfiere del bianco · b3 pedone del nero · c3 pedone del nero · d3 pedone del bianco · f3 re del nero · h3 pedone del bianco · a2 pedone del bianco · b2 pedone del bianco · c2 torre del nero · d2 torre del nero · e2 alfiere del nero · f2 alfiere del nero · g2 cavallo del nero · h2 pedone del bianco | f7 re del bianco · e6 pedone del nero · f6 pedone del bianco · g6 pedone del nero · d5 alfiere del bianco · e5 pedone del bianco · f5 pedone del nero · g5 pedone del nero · h5 pedone del nero · c4 pedone del nero · d4 pedone del bianco · e4 torre del bianco · f4 cavallo del bianco · g4 torre del bianco · h4 alfiere del bianco · b3 pedone del nero · c3 pedone del nero · d3 pedone del bianco · f3 re del nero · h3 pedone del bianco · a2 pedone del bianco · b2 pedone del bianco · c2 torre del nero · d2 torre del nero · e2 alfiere del nero · f2 alfiere del nero · g2 cavallo del nero · h2 pedone del bianco | f7 re del bianco · e6 pedone del nero · f6 pedone del bianco · g6 pedone del nero · d5 alfiere del bianco · e5 pedone del bianco · f5 pedone del nero · g5 pedone del nero · h5 pedone del nero · c4 pedone del nero · d4 pedone del bianco · e4 torre del bianco · f4 cavallo del bianco · g4 torre del bianco · h4 alfiere del bianco · b3 pedone del nero · c3 pedone del nero · d3 pedone del bianco · f3 re del nero · h3 pedone del bianco · a2 pedone del bianco · b2 pedone del bianco · c2 torre del nero · d2 torre del nero · e2 alfiere del nero · f2 alfiere del nero · g2 cavallo del nero · h2 pedone del bianco | f7 re del bianco · e6 pedone del nero · f6 pedone del bianco · g6 pedone del nero · d5 alfiere del bianco · e5 pedone del bianco · f5 pedone del nero · g5 pedone del nero · h5 pedone del nero · c4 pedone del nero · d4 pedone del bianco · e4 torre del bianco · f4 cavallo del bianco · g4 torre del bianco · h4 alfiere del bianco · b3 pedone del nero · c3 pedone del nero · d3 pedone del bianco · f3 re del nero · h3 pedone del bianco · a2 pedone del bianco · b2 pedone del bianco · c2 torre del nero · d2 torre del nero · e2 alfiere del nero · f2 alfiere del nero · g2 cavallo del nero · h2 pedone del bianco | f7 re del bianco · e6 pedone del nero · f6 pedone del bianco · g6 pedone del nero · d5 alfiere del bianco · e5 pedone del bianco · f5 pedone del nero · g5 pedone del nero · h5 pedone del nero · c4 pedone del nero · d4 pedone del bianco · e4 torre del bianco · f4 cavallo del bianco · g4 torre del bianco · h4 alfiere del bianco · b3 pedone del nero · c3 pedone del nero · d3 pedone del bianco · f3 re del nero · h3 pedone del bianco · a2 pedone del bianco · b2 pedone del bianco · c2 torre del nero · d2 torre del nero · e2 alfiere del nero · f2 alfiere del nero · g2 cavallo del nero · h2 pedone del bianco | f7 re del bianco · e6 pedone del nero · f6 pedone del bianco · g6 pedone del nero · d5 alfiere del bianco · e5 pedone del bianco · f5 pedone del nero · g5 pedone del nero · h5 pedone del nero · c4 pedone del nero · d4 pedone del bianco · e4 torre del bianco · f4 cavallo del bianco · g4 torre del bianco · h4 alfiere del bianco · b3 pedone del nero · c3 pedone del nero · d3 pedone del bianco · f3 re del nero · h3 pedone del bianco · a2 pedone del bianco · b2 pedone del bianco · c2 torre del nero · d2 torre del nero · e2 alfiere del nero · f2 alfiere del nero · g2 cavallo del nero · h2 pedone del bianco | f7 re del bianco · e6 pedone del nero · f6 pedone del bianco · g6 pedone del nero · d5 alfiere del bianco · e5 pedone del bianco · f5 pedone del nero · g5 pedone del nero · h5 pedone del nero · c4 pedone del nero · d4 pedone del bianco · e4 torre del bianco · f4 cavallo del bianco · g4 torre del bianco · h4 alfiere del bianco · b3 pedone del nero · c3 pedone del nero · d3 pedone del bianco · f3 re del nero · h3 pedone del bianco · a2 pedone del bianco · b2 pedone del bianco · c2 torre del nero · d2 torre del nero · e2 alfiere del nero · f2 alfiere del nero · g2 cavallo del nero · h2 pedone del bianco | f7 re del bianco · e6 pedone del nero · f6 pedone del bianco · g6 pedone del nero · d5 alfiere del bianco · e5 pedone del bianco · f5 pedone del nero · g5 pedone del nero · h5 pedone del nero · c4 pedone del nero · d4 pedone del bianco · e4 torre del bianco · f4 cavallo del bianco · g4 torre del bianco · h4 alfiere del bianco · b3 pedone del nero · c3 pedone del nero · d3 pedone del bianco · f3 re del nero · h3 pedone del bianco · a2 pedone del bianco · b2 pedone del bianco · c2 torre del nero · d2 torre del nero · e2 alfiere del nero · f2 alfiere del nero · g2 cavallo del nero · h2 pedone del bianco | 6 |
| 5 | f7 re del bianco · e6 pedone del nero · f6 pedone del bianco · g6 pedone del nero · d5 alfiere del bianco · e5 pedone del bianco · f5 pedone del nero · g5 pedone del nero · h5 pedone del nero · c4 pedone del nero · d4 pedone del bianco · e4 torre del bianco · f4 cavallo del bianco · g4 torre del bianco · h4 alfiere del bianco · b3 pedone del nero · c3 pedone del nero · d3 pedone del bianco · f3 re del nero · h3 pedone del bianco · a2 pedone del bianco · b2 pedone del bianco · c2 torre del nero · d2 torre del nero · e2 alfiere del nero · f2 alfiere del nero · g2 cavallo del nero · h2 pedone del bianco | f7 re del bianco · e6 pedone del nero · f6 pedone del bianco · g6 pedone del nero · d5 alfiere del bianco · e5 pedone del bianco · f5 pedone del nero · g5 pedone del nero · h5 pedone del nero · c4 pedone del nero · d4 pedone del bianco · e4 torre del bianco · f4 cavallo del bianco · g4 torre del bianco · h4 alfiere del bianco · b3 pedone del nero · c3 pedone del nero · d3 pedone del bianco · f3 re del nero · h3 pedone del bianco · a2 pedone del bianco · b2 pedone del bianco · c2 torre del nero · d2 torre del nero · e2 alfiere del nero · f2 alfiere del nero · g2 cavallo del nero · h2 pedone del bianco | f7 re del bianco · e6 pedone del nero · f6 pedone del bianco · g6 pedone del nero · d5 alfiere del bianco · e5 pedone del bianco · f5 pedone del nero · g5 pedone del nero · h5 pedone del nero · c4 pedone del nero · d4 pedone del bianco · e4 torre del bianco · f4 cavallo del bianco · g4 torre del bianco · h4 alfiere del bianco · b3 pedone del nero · c3 pedone del nero · d3 pedone del bianco · f3 re del nero · h3 pedone del bianco · a2 pedone del bianco · b2 pedone del bianco · c2 torre del nero · d2 torre del nero · e2 alfiere del nero · f2 alfiere del nero · g2 cavallo del nero · h2 pedone del bianco | f7 re del bianco · e6 pedone del nero · f6 pedone del bianco · g6 pedone del nero · d5 alfiere del bianco · e5 pedone del bianco · f5 pedone del nero · g5 pedone del nero · h5 pedone del nero · c4 pedone del nero · d4 pedone del bianco · e4 torre del bianco · f4 cavallo del bianco · g4 torre del bianco · h4 alfiere del bianco · b3 pedone del nero · c3 pedone del nero · d3 pedone del bianco · f3 re del nero · h3 pedone del bianco · a2 pedone del bianco · b2 pedone del bianco · c2 torre del nero · d2 torre del nero · e2 alfiere del nero · f2 alfiere del nero · g2 cavallo del nero · h2 pedone del bianco | f7 re del bianco · e6 pedone del nero · f6 pedone del bianco · g6 pedone del nero · d5 alfiere del bianco · e5 pedone del bianco · f5 pedone del nero · g5 pedone del nero · h5 pedone del nero · c4 pedone del nero · d4 pedone del bianco · e4 torre del bianco · f4 cavallo del bianco · g4 torre del bianco · h4 alfiere del bianco · b3 pedone del nero · c3 pedone del nero · d3 pedone del bianco · f3 re del nero · h3 pedone del bianco · a2 pedone del bianco · b2 pedone del bianco · c2 torre del nero · d2 torre del nero · e2 alfiere del nero · f2 alfiere del nero · g2 cavallo del nero · h2 pedone del bianco | f7 re del bianco · e6 pedone del nero · f6 pedone del bianco · g6 pedone del nero · d5 alfiere del bianco · e5 pedone del bianco · f5 pedone del nero · g5 pedone del nero · h5 pedone del nero · c4 pedone del nero · d4 pedone del bianco · e4 torre del bianco · f4 cavallo del bianco · g4 torre del bianco · h4 alfiere del bianco · b3 pedone del nero · c3 pedone del nero · d3 pedone del bianco · f3 re del nero · h3 pedone del bianco · a2 pedone del bianco · b2 pedone del bianco · c2 torre del nero · d2 torre del nero · e2 alfiere del nero · f2 alfiere del nero · g2 cavallo del nero · h2 pedone del bianco | f7 re del bianco · e6 pedone del nero · f6 pedone del bianco · g6 pedone del nero · d5 alfiere del bianco · e5 pedone del bianco · f5 pedone del nero · g5 pedone del nero · h5 pedone del nero · c4 pedone del nero · d4 pedone del bianco · e4 torre del bianco · f4 cavallo del bianco · g4 torre del bianco · h4 alfiere del bianco · b3 pedone del nero · c3 pedone del nero · d3 pedone del bianco · f3 re del nero · h3 pedone del bianco · a2 pedone del bianco · b2 pedone del bianco · c2 torre del nero · d2 torre del nero · e2 alfiere del nero · f2 alfiere del nero · g2 cavallo del nero · h2 pedone del bianco | f7 re del bianco · e6 pedone del nero · f6 pedone del bianco · g6 pedone del nero · d5 alfiere del bianco · e5 pedone del bianco · f5 pedone del nero · g5 pedone del nero · h5 pedone del nero · c4 pedone del nero · d4 pedone del bianco · e4 torre del bianco · f4 cavallo del bianco · g4 torre del bianco · h4 alfiere del bianco · b3 pedone del nero · c3 pedone del nero · d3 pedone del bianco · f3 re del nero · h3 pedone del bianco · a2 pedone del bianco · b2 pedone del bianco · c2 torre del nero · d2 torre del nero · e2 alfiere del nero · f2 alfiere del nero · g2 cavallo del nero · h2 pedone del bianco | 5 |
| 4 | f7 re del bianco · e6 pedone del nero · f6 pedone del bianco · g6 pedone del nero · d5 alfiere del bianco · e5 pedone del bianco · f5 pedone del nero · g5 pedone del nero · h5 pedone del nero · c4 pedone del nero · d4 pedone del bianco · e4 torre del bianco · f4 cavallo del bianco · g4 torre del bianco · h4 alfiere del bianco · b3 pedone del nero · c3 pedone del nero · d3 pedone del bianco · f3 re del nero · h3 pedone del bianco · a2 pedone del bianco · b2 pedone del bianco · c2 torre del nero · d2 torre del nero · e2 alfiere del nero · f2 alfiere del nero · g2 cavallo del nero · h2 pedone del bianco | f7 re del bianco · e6 pedone del nero · f6 pedone del bianco · g6 pedone del nero · d5 alfiere del bianco · e5 pedone del bianco · f5 pedone del nero · g5 pedone del nero · h5 pedone del nero · c4 pedone del nero · d4 pedone del bianco · e4 torre del bianco · f4 cavallo del bianco · g4 torre del bianco · h4 alfiere del bianco · b3 pedone del nero · c3 pedone del nero · d3 pedone del bianco · f3 re del nero · h3 pedone del bianco · a2 pedone del bianco · b2 pedone del bianco · c2 torre del nero · d2 torre del nero · e2 alfiere del nero · f2 alfiere del nero · g2 cavallo del nero · h2 pedone del bianco | f7 re del bianco · e6 pedone del nero · f6 pedone del bianco · g6 pedone del nero · d5 alfiere del bianco · e5 pedone del bianco · f5 pedone del nero · g5 pedone del nero · h5 pedone del nero · c4 pedone del nero · d4 pedone del bianco · e4 torre del bianco · f4 cavallo del bianco · g4 torre del bianco · h4 alfiere del bianco · b3 pedone del nero · c3 pedone del nero · d3 pedone del bianco · f3 re del nero · h3 pedone del bianco · a2 pedone del bianco · b2 pedone del bianco · c2 torre del nero · d2 torre del nero · e2 alfiere del nero · f2 alfiere del nero · g2 cavallo del nero · h2 pedone del bianco | f7 re del bianco · e6 pedone del nero · f6 pedone del bianco · g6 pedone del nero · d5 alfiere del bianco · e5 pedone del bianco · f5 pedone del nero · g5 pedone del nero · h5 pedone del nero · c4 pedone del nero · d4 pedone del bianco · e4 torre del bianco · f4 cavallo del bianco · g4 torre del bianco · h4 alfiere del bianco · b3 pedone del nero · c3 pedone del nero · d3 pedone del bianco · f3 re del nero · h3 pedone del bianco · a2 pedone del bianco · b2 pedone del bianco · c2 torre del nero · d2 torre del nero · e2 alfiere del nero · f2 alfiere del nero · g2 cavallo del nero · h2 pedone del bianco | f7 re del bianco · e6 pedone del nero · f6 pedone del bianco · g6 pedone del nero · d5 alfiere del bianco · e5 pedone del bianco · f5 pedone del nero · g5 pedone del nero · h5 pedone del nero · c4 pedone del nero · d4 pedone del bianco · e4 torre del bianco · f4 cavallo del bianco · g4 torre del bianco · h4 alfiere del bianco · b3 pedone del nero · c3 pedone del nero · d3 pedone del bianco · f3 re del nero · h3 pedone del bianco · a2 pedone del bianco · b2 pedone del bianco · c2 torre del nero · d2 torre del nero · e2 alfiere del nero · f2 alfiere del nero · g2 cavallo del nero · h2 pedone del bianco | f7 re del bianco · e6 pedone del nero · f6 pedone del bianco · g6 pedone del nero · d5 alfiere del bianco · e5 pedone del bianco · f5 pedone del nero · g5 pedone del nero · h5 pedone del nero · c4 pedone del nero · d4 pedone del bianco · e4 torre del bianco · f4 cavallo del bianco · g4 torre del bianco · h4 alfiere del bianco · b3 pedone del nero · c3 pedone del nero · d3 pedone del bianco · f3 re del nero · h3 pedone del bianco · a2 pedone del bianco · b2 pedone del bianco · c2 torre del nero · d2 torre del nero · e2 alfiere del nero · f2 alfiere del nero · g2 cavallo del nero · h2 pedone del bianco | f7 re del bianco · e6 pedone del nero · f6 pedone del bianco · g6 pedone del nero · d5 alfiere del bianco · e5 pedone del bianco · f5 pedone del nero · g5 pedone del nero · h5 pedone del nero · c4 pedone del nero · d4 pedone del bianco · e4 torre del bianco · f4 cavallo del bianco · g4 torre del bianco · h4 alfiere del bianco · b3 pedone del nero · c3 pedone del nero · d3 pedone del bianco · f3 re del nero · h3 pedone del bianco · a2 pedone del bianco · b2 pedone del bianco · c2 torre del nero · d2 torre del nero · e2 alfiere del nero · f2 alfiere del nero · g2 cavallo del nero · h2 pedone del bianco | f7 re del bianco · e6 pedone del nero · f6 pedone del bianco · g6 pedone del nero · d5 alfiere del bianco · e5 pedone del bianco · f5 pedone del nero · g5 pedone del nero · h5 pedone del nero · c4 pedone del nero · d4 pedone del bianco · e4 torre del bianco · f4 cavallo del bianco · g4 torre del bianco · h4 alfiere del bianco · b3 pedone del nero · c3 pedone del nero · d3 pedone del bianco · f3 re del nero · h3 pedone del bianco · a2 pedone del bianco · b2 pedone del bianco · c2 torre del nero · d2 torre del nero · e2 alfiere del nero · f2 alfiere del nero · g2 cavallo del nero · h2 pedone del bianco | 4 |
| 3 | f7 re del bianco · e6 pedone del nero · f6 pedone del bianco · g6 pedone del nero · d5 alfiere del bianco · e5 pedone del bianco · f5 pedone del nero · g5 pedone del nero · h5 pedone del nero · c4 pedone del nero · d4 pedone del bianco · e4 torre del bianco · f4 cavallo del bianco · g4 torre del bianco · h4 alfiere del bianco · b3 pedone del nero · c3 pedone del nero · d3 pedone del bianco · f3 re del nero · h3 pedone del bianco · a2 pedone del bianco · b2 pedone del bianco · c2 torre del nero · d2 torre del nero · e2 alfiere del nero · f2 alfiere del nero · g2 cavallo del nero · h2 pedone del bianco | f7 re del bianco · e6 pedone del nero · f6 pedone del bianco · g6 pedone del nero · d5 alfiere del bianco · e5 pedone del bianco · f5 pedone del nero · g5 pedone del nero · h5 pedone del nero · c4 pedone del nero · d4 pedone del bianco · e4 torre del bianco · f4 cavallo del bianco · g4 torre del bianco · h4 alfiere del bianco · b3 pedone del nero · c3 pedone del nero · d3 pedone del bianco · f3 re del nero · h3 pedone del bianco · a2 pedone del bianco · b2 pedone del bianco · c2 torre del nero · d2 torre del nero · e2 alfiere del nero · f2 alfiere del nero · g2 cavallo del nero · h2 pedone del bianco | f7 re del bianco · e6 pedone del nero · f6 pedone del bianco · g6 pedone del nero · d5 alfiere del bianco · e5 pedone del bianco · f5 pedone del nero · g5 pedone del nero · h5 pedone del nero · c4 pedone del nero · d4 pedone del bianco · e4 torre del bianco · f4 cavallo del bianco · g4 torre del bianco · h4 alfiere del bianco · b3 pedone del nero · c3 pedone del nero · d3 pedone del bianco · f3 re del nero · h3 pedone del bianco · a2 pedone del bianco · b2 pedone del bianco · c2 torre del nero · d2 torre del nero · e2 alfiere del nero · f2 alfiere del nero · g2 cavallo del nero · h2 pedone del bianco | f7 re del bianco · e6 pedone del nero · f6 pedone del bianco · g6 pedone del nero · d5 alfiere del bianco · e5 pedone del bianco · f5 pedone del nero · g5 pedone del nero · h5 pedone del nero · c4 pedone del nero · d4 pedone del bianco · e4 torre del bianco · f4 cavallo del bianco · g4 torre del bianco · h4 alfiere del bianco · b3 pedone del nero · c3 pedone del nero · d3 pedone del bianco · f3 re del nero · h3 pedone del bianco · a2 pedone del bianco · b2 pedone del bianco · c2 torre del nero · d2 torre del nero · e2 alfiere del nero · f2 alfiere del nero · g2 cavallo del nero · h2 pedone del bianco | f7 re del bianco · e6 pedone del nero · f6 pedone del bianco · g6 pedone del nero · d5 alfiere del bianco · e5 pedone del bianco · f5 pedone del nero · g5 pedone del nero · h5 pedone del nero · c4 pedone del nero · d4 pedone del bianco · e4 torre del bianco · f4 cavallo del bianco · g4 torre del bianco · h4 alfiere del bianco · b3 pedone del nero · c3 pedone del nero · d3 pedone del bianco · f3 re del nero · h3 pedone del bianco · a2 pedone del bianco · b2 pedone del bianco · c2 torre del nero · d2 torre del nero · e2 alfiere del nero · f2 alfiere del nero · g2 cavallo del nero · h2 pedone del bianco | f7 re del bianco · e6 pedone del nero · f6 pedone del bianco · g6 pedone del nero · d5 alfiere del bianco · e5 pedone del bianco · f5 pedone del nero · g5 pedone del nero · h5 pedone del nero · c4 pedone del nero · d4 pedone del bianco · e4 torre del bianco · f4 cavallo del bianco · g4 torre del bianco · h4 alfiere del bianco · b3 pedone del nero · c3 pedone del nero · d3 pedone del bianco · f3 re del nero · h3 pedone del bianco · a2 pedone del bianco · b2 pedone del bianco · c2 torre del nero · d2 torre del nero · e2 alfiere del nero · f2 alfiere del nero · g2 cavallo del nero · h2 pedone del bianco | f7 re del bianco · e6 pedone del nero · f6 pedone del bianco · g6 pedone del nero · d5 alfiere del bianco · e5 pedone del bianco · f5 pedone del nero · g5 pedone del nero · h5 pedone del nero · c4 pedone del nero · d4 pedone del bianco · e4 torre del bianco · f4 cavallo del bianco · g4 torre del bianco · h4 alfiere del bianco · b3 pedone del nero · c3 pedone del nero · d3 pedone del bianco · f3 re del nero · h3 pedone del bianco · a2 pedone del bianco · b2 pedone del bianco · c2 torre del nero · d2 torre del nero · e2 alfiere del nero · f2 alfiere del nero · g2 cavallo del nero · h2 pedone del bianco | f7 re del bianco · e6 pedone del nero · f6 pedone del bianco · g6 pedone del nero · d5 alfiere del bianco · e5 pedone del bianco · f5 pedone del nero · g5 pedone del nero · h5 pedone del nero · c4 pedone del nero · d4 pedone del bianco · e4 torre del bianco · f4 cavallo del bianco · g4 torre del bianco · h4 alfiere del bianco · b3 pedone del nero · c3 pedone del nero · d3 pedone del bianco · f3 re del nero · h3 pedone del bianco · a2 pedone del bianco · b2 pedone del bianco · c2 torre del nero · d2 torre del nero · e2 alfiere del nero · f2 alfiere del nero · g2 cavallo del nero · h2 pedone del bianco | 3 |
| 2 | f7 re del bianco · e6 pedone del nero · f6 pedone del bianco · g6 pedone del nero · d5 alfiere del bianco · e5 pedone del bianco · f5 pedone del nero · g5 pedone del nero · h5 pedone del nero · c4 pedone del nero · d4 pedone del bianco · e4 torre del bianco · f4 cavallo del bianco · g4 torre del bianco · h4 alfiere del bianco · b3 pedone del nero · c3 pedone del nero · d3 pedone del bianco · f3 re del nero · h3 pedone del bianco · a2 pedone del bianco · b2 pedone del bianco · c2 torre del nero · d2 torre del nero · e2 alfiere del nero · f2 alfiere del nero · g2 cavallo del nero · h2 pedone del bianco | f7 re del bianco · e6 pedone del nero · f6 pedone del bianco · g6 pedone del nero · d5 alfiere del bianco · e5 pedone del bianco · f5 pedone del nero · g5 pedone del nero · h5 pedone del nero · c4 pedone del nero · d4 pedone del bianco · e4 torre del bianco · f4 cavallo del bianco · g4 torre del bianco · h4 alfiere del bianco · b3 pedone del nero · c3 pedone del nero · d3 pedone del bianco · f3 re del nero · h3 pedone del bianco · a2 pedone del bianco · b2 pedone del bianco · c2 torre del nero · d2 torre del nero · e2 alfiere del nero · f2 alfiere del nero · g2 cavallo del nero · h2 pedone del bianco | f7 re del bianco · e6 pedone del nero · f6 pedone del bianco · g6 pedone del nero · d5 alfiere del bianco · e5 pedone del bianco · f5 pedone del nero · g5 pedone del nero · h5 pedone del nero · c4 pedone del nero · d4 pedone del bianco · e4 torre del bianco · f4 cavallo del bianco · g4 torre del bianco · h4 alfiere del bianco · b3 pedone del nero · c3 pedone del nero · d3 pedone del bianco · f3 re del nero · h3 pedone del bianco · a2 pedone del bianco · b2 pedone del bianco · c2 torre del nero · d2 torre del nero · e2 alfiere del nero · f2 alfiere del nero · g2 cavallo del nero · h2 pedone del bianco | f7 re del bianco · e6 pedone del nero · f6 pedone del bianco · g6 pedone del nero · d5 alfiere del bianco · e5 pedone del bianco · f5 pedone del nero · g5 pedone del nero · h5 pedone del nero · c4 pedone del nero · d4 pedone del bianco · e4 torre del bianco · f4 cavallo del bianco · g4 torre del bianco · h4 alfiere del bianco · b3 pedone del nero · c3 pedone del nero · d3 pedone del bianco · f3 re del nero · h3 pedone del bianco · a2 pedone del bianco · b2 pedone del bianco · c2 torre del nero · d2 torre del nero · e2 alfiere del nero · f2 alfiere del nero · g2 cavallo del nero · h2 pedone del bianco | f7 re del bianco · e6 pedone del nero · f6 pedone del bianco · g6 pedone del nero · d5 alfiere del bianco · e5 pedone del bianco · f5 pedone del nero · g5 pedone del nero · h5 pedone del nero · c4 pedone del nero · d4 pedone del bianco · e4 torre del bianco · f4 cavallo del bianco · g4 torre del bianco · h4 alfiere del bianco · b3 pedone del nero · c3 pedone del nero · d3 pedone del bianco · f3 re del nero · h3 pedone del bianco · a2 pedone del bianco · b2 pedone del bianco · c2 torre del nero · d2 torre del nero · e2 alfiere del nero · f2 alfiere del nero · g2 cavallo del nero · h2 pedone del bianco | f7 re del bianco · e6 pedone del nero · f6 pedone del bianco · g6 pedone del nero · d5 alfiere del bianco · e5 pedone del bianco · f5 pedone del nero · g5 pedone del nero · h5 pedone del nero · c4 pedone del nero · d4 pedone del bianco · e4 torre del bianco · f4 cavallo del bianco · g4 torre del bianco · h4 alfiere del bianco · b3 pedone del nero · c3 pedone del nero · d3 pedone del bianco · f3 re del nero · h3 pedone del bianco · a2 pedone del bianco · b2 pedone del bianco · c2 torre del nero · d2 torre del nero · e2 alfiere del nero · f2 alfiere del nero · g2 cavallo del nero · h2 pedone del bianco | f7 re del bianco · e6 pedone del nero · f6 pedone del bianco · g6 pedone del nero · d5 alfiere del bianco · e5 pedone del bianco · f5 pedone del nero · g5 pedone del nero · h5 pedone del nero · c4 pedone del nero · d4 pedone del bianco · e4 torre del bianco · f4 cavallo del bianco · g4 torre del bianco · h4 alfiere del bianco · b3 pedone del nero · c3 pedone del nero · d3 pedone del bianco · f3 re del nero · h3 pedone del bianco · a2 pedone del bianco · b2 pedone del bianco · c2 torre del nero · d2 torre del nero · e2 alfiere del nero · f2 alfiere del nero · g2 cavallo del nero · h2 pedone del bianco | f7 re del bianco · e6 pedone del nero · f6 pedone del bianco · g6 pedone del nero · d5 alfiere del bianco · e5 pedone del bianco · f5 pedone del nero · g5 pedone del nero · h5 pedone del nero · c4 pedone del nero · d4 pedone del bianco · e4 torre del bianco · f4 cavallo del bianco · g4 torre del bianco · h4 alfiere del bianco · b3 pedone del nero · c3 pedone del nero · d3 pedone del bianco · f3 re del nero · h3 pedone del bianco · a2 pedone del bianco · b2 pedone del bianco · c2 torre del nero · d2 torre del nero · e2 alfiere del nero · f2 alfiere del nero · g2 cavallo del nero · h2 pedone del bianco | 2 |
| 1 | f7 re del bianco · e6 pedone del nero · f6 pedone del bianco · g6 pedone del nero · d5 alfiere del bianco · e5 pedone del bianco · f5 pedone del nero · g5 pedone del nero · h5 pedone del nero · c4 pedone del nero · d4 pedone del bianco · e4 torre del bianco · f4 cavallo del bianco · g4 torre del bianco · h4 alfiere del bianco · b3 pedone del nero · c3 pedone del nero · d3 pedone del bianco · f3 re del nero · h3 pedone del bianco · a2 pedone del bianco · b2 pedone del bianco · c2 torre del nero · d2 torre del nero · e2 alfiere del nero · f2 alfiere del nero · g2 cavallo del nero · h2 pedone del bianco | f7 re del bianco · e6 pedone del nero · f6 pedone del bianco · g6 pedone del nero · d5 alfiere del bianco · e5 pedone del bianco · f5 pedone del nero · g5 pedone del nero · h5 pedone del nero · c4 pedone del nero · d4 pedone del bianco · e4 torre del bianco · f4 cavallo del bianco · g4 torre del bianco · h4 alfiere del bianco · b3 pedone del nero · c3 pedone del nero · d3 pedone del bianco · f3 re del nero · h3 pedone del bianco · a2 pedone del bianco · b2 pedone del bianco · c2 torre del nero · d2 torre del nero · e2 alfiere del nero · f2 alfiere del nero · g2 cavallo del nero · h2 pedone del bianco | f7 re del bianco · e6 pedone del nero · f6 pedone del bianco · g6 pedone del nero · d5 alfiere del bianco · e5 pedone del bianco · f5 pedone del nero · g5 pedone del nero · h5 pedone del nero · c4 pedone del nero · d4 pedone del bianco · e4 torre del bianco · f4 cavallo del bianco · g4 torre del bianco · h4 alfiere del bianco · b3 pedone del nero · c3 pedone del nero · d3 pedone del bianco · f3 re del nero · h3 pedone del bianco · a2 pedone del bianco · b2 pedone del bianco · c2 torre del nero · d2 torre del nero · e2 alfiere del nero · f2 alfiere del nero · g2 cavallo del nero · h2 pedone del bianco | f7 re del bianco · e6 pedone del nero · f6 pedone del bianco · g6 pedone del nero · d5 alfiere del bianco · e5 pedone del bianco · f5 pedone del nero · g5 pedone del nero · h5 pedone del nero · c4 pedone del nero · d4 pedone del bianco · e4 torre del bianco · f4 cavallo del bianco · g4 torre del bianco · h4 alfiere del bianco · b3 pedone del nero · c3 pedone del nero · d3 pedone del bianco · f3 re del nero · h3 pedone del bianco · a2 pedone del bianco · b2 pedone del bianco · c2 torre del nero · d2 torre del nero · e2 alfiere del nero · f2 alfiere del nero · g2 cavallo del nero · h2 pedone del bianco | f7 re del bianco · e6 pedone del nero · f6 pedone del bianco · g6 pedone del nero · d5 alfiere del bianco · e5 pedone del bianco · f5 pedone del nero · g5 pedone del nero · h5 pedone del nero · c4 pedone del nero · d4 pedone del bianco · e4 torre del bianco · f4 cavallo del bianco · g4 torre del bianco · h4 alfiere del bianco · b3 pedone del nero · c3 pedone del nero · d3 pedone del bianco · f3 re del nero · h3 pedone del bianco · a2 pedone del bianco · b2 pedone del bianco · c2 torre del nero · d2 torre del nero · e2 alfiere del nero · f2 alfiere del nero · g2 cavallo del nero · h2 pedone del bianco | f7 re del bianco · e6 pedone del nero · f6 pedone del bianco · g6 pedone del nero · d5 alfiere del bianco · e5 pedone del bianco · f5 pedone del nero · g5 pedone del nero · h5 pedone del nero · c4 pedone del nero · d4 pedone del bianco · e4 torre del bianco · f4 cavallo del bianco · g4 torre del bianco · h4 alfiere del bianco · b3 pedone del nero · c3 pedone del nero · d3 pedone del bianco · f3 re del nero · h3 pedone del bianco · a2 pedone del bianco · b2 pedone del bianco · c2 torre del nero · d2 torre del nero · e2 alfiere del nero · f2 alfiere del nero · g2 cavallo del nero · h2 pedone del bianco | f7 re del bianco · e6 pedone del nero · f6 pedone del bianco · g6 pedone del nero · d5 alfiere del bianco · e5 pedone del bianco · f5 pedone del nero · g5 pedone del nero · h5 pedone del nero · c4 pedone del nero · d4 pedone del bianco · e4 torre del bianco · f4 cavallo del bianco · g4 torre del bianco · h4 alfiere del bianco · b3 pedone del nero · c3 pedone del nero · d3 pedone del bianco · f3 re del nero · h3 pedone del bianco · a2 pedone del bianco · b2 pedone del bianco · c2 torre del nero · d2 torre del nero · e2 alfiere del nero · f2 alfiere del nero · g2 cavallo del nero · h2 pedone del bianco | f7 re del bianco · e6 pedone del nero · f6 pedone del bianco · g6 pedone del nero · d5 alfiere del bianco · e5 pedone del bianco · f5 pedone del nero · g5 pedone del nero · h5 pedone del nero · c4 pedone del nero · d4 pedone del bianco · e4 torre del bianco · f4 cavallo del bianco · g4 torre del bianco · h4 alfiere del bianco · b3 pedone del nero · c3 pedone del nero · d3 pedone del bianco · f3 re del nero · h3 pedone del bianco · a2 pedone del bianco · b2 pedone del bianco · c2 torre del nero · d2 torre del nero · e2 alfiere del nero · f2 alfiere del nero · g2 cavallo del nero · h2 pedone del bianco | 1 |
|   | a | b | c | d | e | f | g | h |   |

Soluzione:  1. Cxg2 exd5 2. Te3+ Axe3 3. Ce1 matto